# Station Calstock
Calstock is een Brits spoorwegstation in de plaats Calstock in Cornwall, Engeland.